# Марцін Борський
Марцін Борський (пол. Marcin Borski; нар. 13 квітня 1973) — польський футбольний арбітр Екстракляси Польщі з 1999 року, категорії ФІФА (з 2006 року). 
Борскі працював фондовим аналітиком Держскарбниці Польщі і Варшавської фондової біржі перш ніж у 2008 році став професійним рефері з повним робочим днем.
В квітні 2008 року став учасником Програми Талантів УЄФА, спеціальної менторської програми, яка прагнула розвивати молодих багатообіцяючих рефері. Він брав участь в цій програмі два роки поспіль.
В квітні 2009 року він був вибраний журналом Pilka Nozna, як найкращий рефері сезону 2008/09 Екстракляси — польського вищого дивізіону.
В грудні 2011 року він був включений до списку арбітрів чемпіонату Європи 2012, які будуть виконувати функції четвертого (резервного) арбітра. В цей ж самий час дістав від УЄФА, як арбітр, категорію еліт.